# Ramones

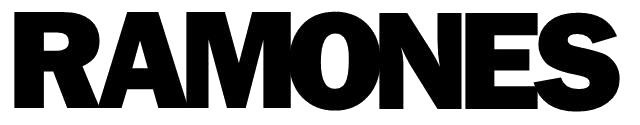
Logotyp zespołu

Ramones – amerykański zespół rockowy, uważany za pierwszą grupę grającą punk rocka. Powstał w nowojorskiej dzielnicy Queens (Forest Hills) w 1974. Wszyscy jego członkowie nosili pseudonim artystyczny Ramone (w żaden sposób nie byli ze sobą spokrewnieni). W ciągu 22 lat zagrali 2263 koncerty – ostatni w 1996 po festiwalu Lollapalooza. Na początku XXI wieku zmarło trzech z czterech założycieli zespołu: wokalista Joey Ramone (2001), basista Dee Dee Ramone (2002) oraz gitarzysta Johnny Ramone (2004).
Muzyka Ramones była głównym czynnikiem rozwoju punk rocka zarówno w Stanach Zjednoczonych, jak i w Wielkiej Brytanii, choć muzycy w czasie kariery nie osiągnęli dużego sukcesu komercyjnego. Jedyną, najwyższą pozycją na listach sprzedaży zajął wydany w 1980 roku album „End of the Century”, który dotarł do dziesiątej pozycji w Szwecji. Ich jedynym albumem, który zdobył status złotej płyty w USA była kompilacja Ramones Mania. 10 marca 2002 zespół został wprowadzony do Rock and Roll Hall of Fame, a w 2011 został uhonorowany nagrodą Grammy Lifetime Achievement Award za całokształt twórczości.

## Historia

### 1974–1975

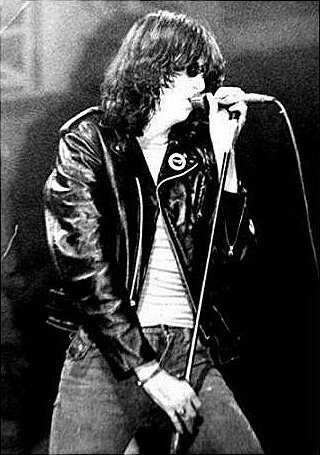
Joey Ramone

Pierwszy skład zespołu zaczął formować się na początku 1974 – do gitarzysty Johna Cummingsa i menedżera Thomasa Erdelyiego (pod koniec lat 60. wspólnie prowadzili zespół Tangerine Puppets) dołączyli: wokalista Douglas Colvin (niewiele wcześniej przybył do USA z Niemiec) oraz perkusista Jeffrey Hyman, który na początku lat 70. udzielał się w glamrockowej grupie Sniper.
Colvin jako pierwszy w zespole przyjął nazwisko „Ramone” (odtąd znany był już jako Dee Dee Ramone) – zainspirowany przez Paula McCartneya, który używał w hotelach pseudonimu Paul Ramon, aby zachować incognito w szczytowym okresie beatlemanii. Później przekonał pozostałych muzyków do swojego pomysłu i w ten sposób Cummings stał się Johnnym Ramone, Jeffrey Hyman Joeyem Ramone, a sam zespół przyjął nazwę The Ramones.
Wkrótce w zespole zaszły zmiany. Dee Dee, który zdał sobie sprawę, że nie może jednocześnie śpiewać i grać na gitarze basowej odstąpił miejsce przy mikrofonie Joeyowi, natomiast miejsce za perkusją zajął dotychczasowy menedżer Thomas Erdelyi (jako Tommy Ramone).
W tak uformowanym składzie zespół zadebiutował 30 marca 1974 przed publicznością w Manhattan’s Performance Studios (miejsce, gdzie odbywali próby), prezentując krótkie, dynamiczne utwory zagrane w szybkim tempie. Mniej więcej w tym samym czasie otworzono w centrum Manhattanu w Nowym Jorku dwa nowe kluby: Max's Kansas City oraz CBGB’s. W CBGB’s Ramones zadebiutowali 16 sierpnia. Legs McNeil, który rok później stał się współzałożycielem „Punk Magazine” opisał to w następujący sposób: „Wszyscy nosili skórzane kurtki. Każdy utwór rozpoczynał się odliczaniem… i ta ściana dźwięku… wyglądali zachwycająco. Nie byli hippisami. To było coś zupełnie nowego”.
Muzycy stali się stałymi bywalcami CBGB’s, występując tam do końca 1974 siedemdziesiąt cztery razy. Grupa, której koncerty od początku do końca trwały średnio siedemnaście minut, zainteresowała Lindę Stein – żonę Seymoura Steina, właściciela wytwórni Sire Records, który w połowie 1975 podpisał z nimi kontrakt (Linda Stein później współpracowała z menedżerem zespołu Dannym Fieldsem). Tymczasem Ramones zostali uznani za twórców nowej sceny, która coraz częściej była określana terminem „punk”, a frontman zespołu Joey Ramone wywierał na nią coraz większy wpływ – jak wyjaśniał Dee Dee: „wszyscy wokaliści w Nowym Jorku kopiowali Davida Johansena (New York Dolls), który z kolei kopiował Micka Jaggera… a Joey był wyjątkowy, jedyny w swoim rodzaju”.

### 1976–1977

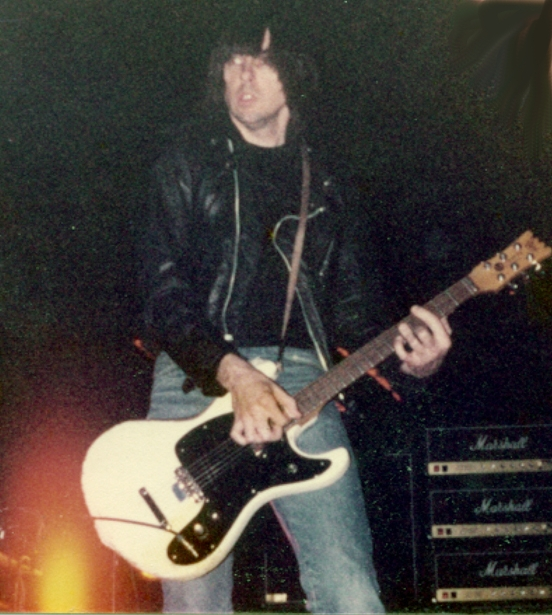
Johnny Ramone

W lutym 1976 muzycy nagrali swój debiutancki album Ramones. Spośród czternastu utworów, najdłuższy „I Don’t Wanna Go Down to the Basement” ledwo przekroczył dwie i pół minuty. Muzykę do utworów komponował cały zespół, natomiast autorem większości tekstów był Dee Dee. Płyta, która została nagrana kosztem ok. 6400 dolarów z Craigiem Leonem oraz perkusistą Tommym Ramone w roli producentów, została wydana przez Sire Records w kwietniu. Charakterystyczne zdjęcie na okładce albumu zostało wykonane przez Robertę Bayley, która była fotografem „Punk Magazine”.
Album Ramones odniósł niewielki sukces osiągając jedynie 111. miejsce na liście Billboardu, natomiast dwa single promujące go: „Blitzkrieg Bop” i „I Wanna Be Your Boyfriend”, w ogóle na nią nie dostały się. Na pierwszy koncert, który zespół zagrał poza Nowym Jorkiem – w Youngstown (Ohio) – przyszło ok. 10 osób. 4 lipca 1976 Ramones wystąpili na koncercie organizowanym przez Lindę Stein w Roundhouse w Londynie, który okazał się spektakularnym sukcesem i wywarł znaczny wpływ na tworzącą się wówczas w Wielkiej Brytanii scenę punkrockową, a sami muzycy po raz pierwszy spotkali się z członkami zespołów: Sex Pistols i The Clash.
Dwa kolejne albumy: Leave Home i Rocket to Russia zostały wyprodukowane przez Tommy’ego Ramone oraz Tony’ego Bongiovi (kuzyn Jona Bon Jovi) i wydane w 1977. Płyta Leave Home spotkała się z jeszcze mniejszym powodzeniem niż Ramones, natomiast Rocket to Russia osiągnęła 49. miejsce na Billboard 200 (Dave Marsh z Rolling Stone nazwał ją „najlepszą amerykańską rock’n’rollową płytą roku”). Singel „Sheena Is a Punk Rocker” osiągnął 81. miejsce na Billboardzie, natomiast „Rockaway Beach” 66. (największe amerykańskie osiągnięcie Ramones w całej karierze). 31 grudnia 1977 został zarejestrowany występ na żywo, jaki zespół dał w londyńskim Rainbow Theatre, który został wydany w kwietniu 1979 na płycie It’s Alive (jej tytuł nawiązuje do horroru z 1974 pt. It’s Alive).

### 1978–1983

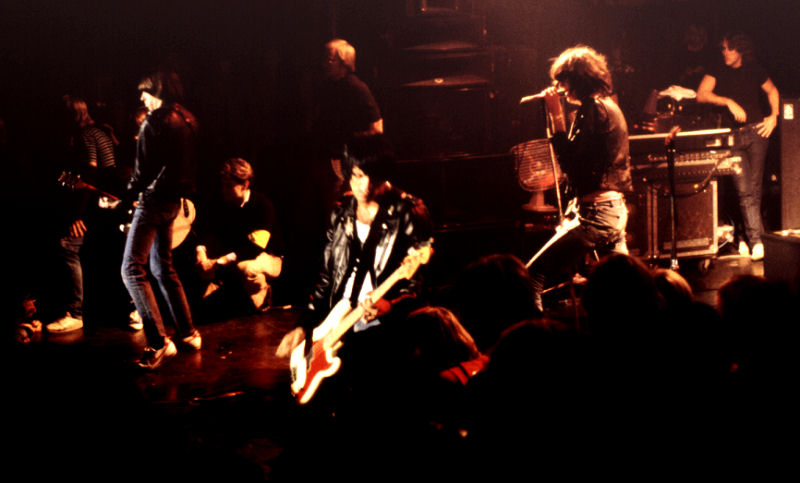
Ramones (1980)

Na początku 1978 grupę opuścił Tommy Ramone, który kontynuował współpracę z zespołem jako producent (już pod swoim prawdziwym nazwiskiem – Erdelyi). Jego miejsce zajął Marc Bell (Marky Ramone), grający wcześniej w zespole Richarda Hella The Voidoids. W tym samym roku Ramones nagrali swój czwarty album Road to Ruin, którego produkcji prócz Erdelyiego podjął się Ed Stasium. Na nowej płycie zespół przedstawił po raz pierwszy utwory trwające dłużej niż trzy minuty – w niektórych z nich została użyta gitara akustyczna. Pomimo że Road to Ruin nie dostało się do pierwszej setki Billboardu – utwór „I Wanna Be Sedated” stał się jedną z najbardziej znanych piosenek zespołu. Okładka albumu została zaprojektowana przez współpracującego z „Punk Magazine” Johna Holmstorma.

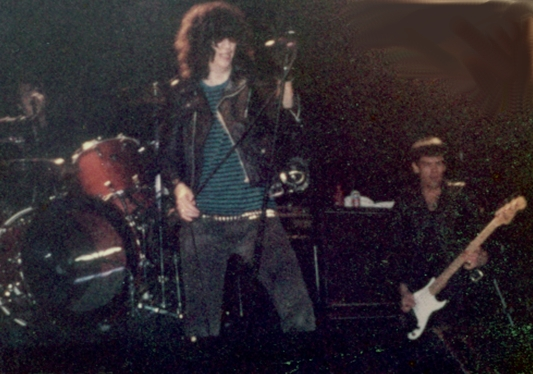
Joey Ramone i Dee Dee Ramone, 1983

Po filmowym debiucie w Rock ’n’ Roll High School (1979) zespołem zainteresował się znany producent Phil Spector, pod opieką którego muzycy nagrali kolejny album End of the Century. Podczas sesji nagraniowej w studiu w Los Angeles, Dee Dee, który miał dosyć nagrywania nieustannych powtórek tych samych riffów, odmówił Spectorowi dalszej pracy. Zirytowany Spector zastraszając go użyciem broni palnej, zmusił do kontynuowania nagrań. Sprzedaż płyty, która była lżejsza brzmieniowo od swoich poprzedniczek osiągnęła 44. miejsce w USA i 14. w Wielkiej Brytanii. Pochodzący z niej singel „Baby, I Love You” (cover The Ronettes) stał się największym przebojem zespołu w Wielkiej Brytanii, osiągając 8. miejsce.
Następny album zespołu Pleasant Dreams z 1981 osiągnął 58. miejsce na Billboardzie. Został nagrany przy pomocy Grahama Gouldmana (członka zespołu 10cc) w roli producenta. Muzycy zaprezentowali na nim utwory brzmieniowo podobne do End of the Century.
W 1983 ukazała się kolejna płyta Subterranean Jungle wyprodukowana przez Ritchie’go Cordella i Glena Kolotkina, zajmując w USA 83. miejsce. Po wydaniu Subterranean Jungle Marky Ramone został usunięty z zespołu, z powodu choroby alkoholowej. Jego miejsce zajął Richard Reinchardt (Richie Ramone).

### 1984–1989
Z nowym perkusistą i starym producentem Thomasem Erdleyi’em Ramones nagrali swój następny album Too Tough to Die, wydany w 1984. W 1985 na rynku brytyjskim ukazał się singel „Bonzo Goes to Bitburg”. Piosenka tytułowa została napisana przez Joeya na znak protestu po tym, jak prezydent Ronald Reagan złożył wizytę na niemieckim cmentarzu wojskowym, gdzie pochowani byli oficerowie SS. W USA utwór pojawił się jako „My Brain Is Hanging Upside Down (Bonzo Goes to Bitburg)” na wydanym rok później albumie Animal Boy. Producentem płyty został były muzyk zespołu Plasmatics Jean Beauvoir. W 1987, przy pomocy Daniela Reya, zespół nagrał kolejny album Halfway to Sanity. W sierpniu tego samego roku Ramones opuścił Richie – obrażony tym, że pozostali muzycy przez cztery lata jego gry w zespole nie podzielili się z nim pieniędzmi zarobionymi na sprzedażach T-shirtów. Na jego miejsce przyjęto Clema Burke z Blondie. Występy z Burke (który na okres gry w Ramones przyjął pseudonim Elvis Ramone) zdaniem Johnny’ego Ramone okazały się katastrofą, gdyż swoją grą nie mógł nadążyć za resztą zespołu. Po dwóch koncertach został zwolniony, a na jego miejsce po czterech latach nieobecności powrócił Marky, który uporał się z nałogiem alkoholowym.
W 1989, po nagraniu płyty Brain Drain, z zespołu odszedł Dee Dee. W Ramones zastąpił go Christopher Joseph Ward (C.J. Ramone). Dee Dee kontynuował swoją karierę występując i nagrywając płyty solowo – początkowo grając rap (jako Dee Dee King), później powracając do punk rocka (jako Dee Dee Ramone), w dużej mierze podobnego do Ramones – z którymi dalej współpracował jako tekściarz.

### 1990–1996
Po ponad 10 latach współpracy z Sire Records, członkowie zespołu zmienili wytwórnię na Radioactive Records. W jej barwach 1 września 1992 ukazała się płyta Mondo Bizarro, której produkcją zajął się Ed Stasium. Rok później ukazał się album Acid Eaters zawierający same covery, m.in. piosenek The Who, Rolling Stones i The Animals. Również w 1993 Ramones zostali przedstawieni w formie animowanej, w jednym z odcinków The Simpsons zatytułowanym „Rosebud”.
W 1995 muzycy nagrali ¡Adios Amigos! i ogłosili, że planują rozpad zespołu jeśli ten album nie stanie się hitem. W następnym roku wzięli udział w festiwalu Lollapalooza i odbyli trasę po USA. 6 sierpnia 1996 zagrali swój ostatni koncert w Hollywood, który został zarejestrowany i wydany później na wideo i CD pt. We’re Outta Here. Z zespołem wystąpiło wówczas wielu gości: pojawił się Dee Dee, Lemmy Kilmister, Eddie Vedder, Chris Cornell oraz członkowie Rancid.

### Po 1996
20 lipca 1999 Dee Dee, Johnny, Joey, Tommy, Marky i C.J. spotkali się razem w Virgin Megastore w Nowym Jorku, gdzie rozdawali autografy. Był to ostatni raz, w którym członkowie zespołu pojawili się razem. Joey, u którego w 1995 rozpoznano chłoniaki, zmarł na tę chorobę 15 kwietnia 2001.
10 marca 2002 Ramones zostali przyjęci do Rock and Roll Hall of Fame, z wyszczególnieniem dla Dee Dee, Johnny’ego, Joeya, Tommy’ego i Marky’ego. Uroczystość była jednym z ostatnich występów publicznych w życiu Dee Dee: trzy miesiące później – 5 czerwca zmarł w swoim domu w Hollywood po przedawkowaniu heroiny.
15 września 2004 w Los Angeles zmarł Johnny Ramone. Przyczyną śmierci był rak prostaty, z którym zmagał się cztery lata.
11 lipca 2014 w Nowym Jorku w wieku 62 lat zmarł Tommy Ramone. Przyczyną śmierci był rak płuca.

## Ramones w popkulturze
Od nazwy zespołu wzięła nazwę „ramoneska”, skórzana kurtka, najczęściej z metalowymi suwakami.

## Muzycy
- Joey Ramone (Jeffrey Hyman) – wokal (1974–1996)
- Johnny Ramone (John Cummings) – gitara (1974–1996)
- Dee Dee Ramone (Douglas Colvin) – gitara basowa, wokal (1974–1989)
- Tommy Ramone (Thomas Erdelyi) – perkusja (1974–1978)
- Marky Ramone (Marc Bell) – perkusja (1978–1983, 1987–1996)
- Richie Ramone (Richard Reinchardt) – perkusja (1983–1987)
- Elvis Ramone (Clem Burke) – perkusja (1987)
- C.J. Ramone (Christopher Joseph Ward) – gitara basowa, wokal (1989–1996)

## Dyskografia

### Albumy studyjne
- Ramones (1976)
- Leave Home (1977)
- Rocket to Russia (1977)
- Road to Ruin (1978)
- End of the Century (1980)
- Pleasant Dreams (1981)
- Subterranean Jungle (1983)
- Too Tough to Die  (1984)
- Animal Boy (1986)
- Halfway to Sanity (1987)
- Brain Drain  (1989)
- Mondo Bizarro (1992)
- Acid Eaters  (1993)
- ¡Adios Amigos! (1995)